# Kingman (Kansas)
Kingman es una ciudad ubicada en el condado de Kingman en el estado estadounidense de Kansas. En el año 2010 tenía una población de 3177 habitantes y una densidad poblacional de 353 personas por km².

## Geografía
Kingman se encuentra ubicada en las coordenadas 37°38′49″N 98°6′50″O / 37.64694, -98.11389 (37.647024, -98.113805).

## Demografía
Según la Oficina del Censo en 2000 los ingresos medios por hogar en la localidad eran de $36,018 y los ingresos medios por familia eran $42,813. Los hombres tenían unos ingresos medios de $32,000 frente a los $23,988 para las mujeres. La renta per cápita para la localidad era de $19,286. Alrededor del 12.2% de la población estaban por debajo del umbral de pobreza.